# Cesare Canevari
Cesare Canevari (Milano, 2 agosto 1927 – Crema, 25 ottobre 2012) è stato un regista cinematografico e sceneggiatore italiano.

## Filmografia

### Regista
- Per un dollaro a Tucson si muore (1965)
- Un tango dalla Russia (1965)
- Una iena in cassaforte (1968)
- Io, Emmanuelle (1969)
- Matalo! (1970)
- Il romanzo di un giovane povero (1974)
- La principessa nuda (1976)
- L'ultima orgia del III Reich (1977)
- Allarme nucleare (1979)
- Delitto carnale (1982)

### Attore
- I due sergenti, regia di Carlo Alberto Chiesa (1951)
- Miracolo a Viggiù, regia di Luigi Giachino (1952)

### Produttore
- L'ultima orgia del III Reich, regia di Cesare Canevari (1977)

### Montatore
- La principessa nuda, regia di Cesare Canevari (1976)